# Hans-Bernhard-Reichow-Gesellschaft
Die Hans-Bernhard-Reichow-Gesellschaft (offiziell abgekürzt HBR.G) ist ein eingetragener, gemeinnütziger Verein mit Sitz in Bielefeld.
Die Reichow-Gesellschaft wurde nach dem deutschen Architekten Hans Bernhard Reichow benannt und hat sich entsprechend dem Erhalt sowie der Erforschung dessen architekturhistorischen Werkes verschrieben. Zugleich übernimmt diese koordinierende Aufgaben zwischen den ehemaligen Bauprojekten ihres Namensgebers vor dem Hintergrund gemeinsamer Kooperationen. Ebenso vermittelt sie Informationen zur Architekturgeschichte und Stadtentwicklung allgemein.
Ihre Mitarbeiter und Mitarbeiterinnen handeln nach dem Wahlspruch: „Für organische Stadtkultur“.
Bis 2016 hatte der Verein seinen Sitz in Schwalbach am Taunus, wo er 2009 gegründet worden war.

## Geschichte
Im Jahr 2009 fielen sowohl das 50. Jubiläum zur Ausschreibung der Limesstadt als auch der 110. Geburtstag ihres Planers, Hans Bernhard Reichow (1899–1974), zusammen. Zu diesem Anlass beschlossen in Schwalbach am Taunus einige Experten aus den Bereichen Architektur, Geschichte und Politik  einen nach dem Architekten benannten Verein zu gründen: die Hans-Bernhard-Reichow-Gesellschaft.
Dieses Projekt wurde vor allem von der Architekturhistorikerin und Reichow-Expertin Sabine Brinitzer wie auch von der damaligen Bürgermeisterin Schwalbachs, Christiane Augsburger, vorangetrieben.
Offiziell als eingetragener Verein anerkannt wurde die Gesellschaft im Oktober 2010.
Brinitzer hatte hieraufhin über viele Jahre den ersten Vorsitz inne, während Augsburger als ihre Stellvertreterin fungierte. Erster Schatzmeister des Vereins war der Architekt und Diplom-Ingenieur Erwin Ziegler. Zu Beginn verzeichnete man insgesamt 12 Mitglieder, die zum Großteil aus verschiedenen Städten stammten, in denen Reichow als Stadtplaner gewirkt hatte: Bielefeld, Schwalbach und Hamburg.
Am 11. September 2016 kam es zu einer symbolträchtigen Entscheidung: Bei einer Mitgliederversammlung wurde einstimmig der Umzug der Reichow-Gesellschaft von Schwalbach in die Bielefelder Sennestadt beschlossen. Hierfür musste auch die Satzung des Vereins geändert werden. Als Zeitpunkt der Abstimmung hatte man zudem den „Tag des Offenen Denkmals“ gewählt.

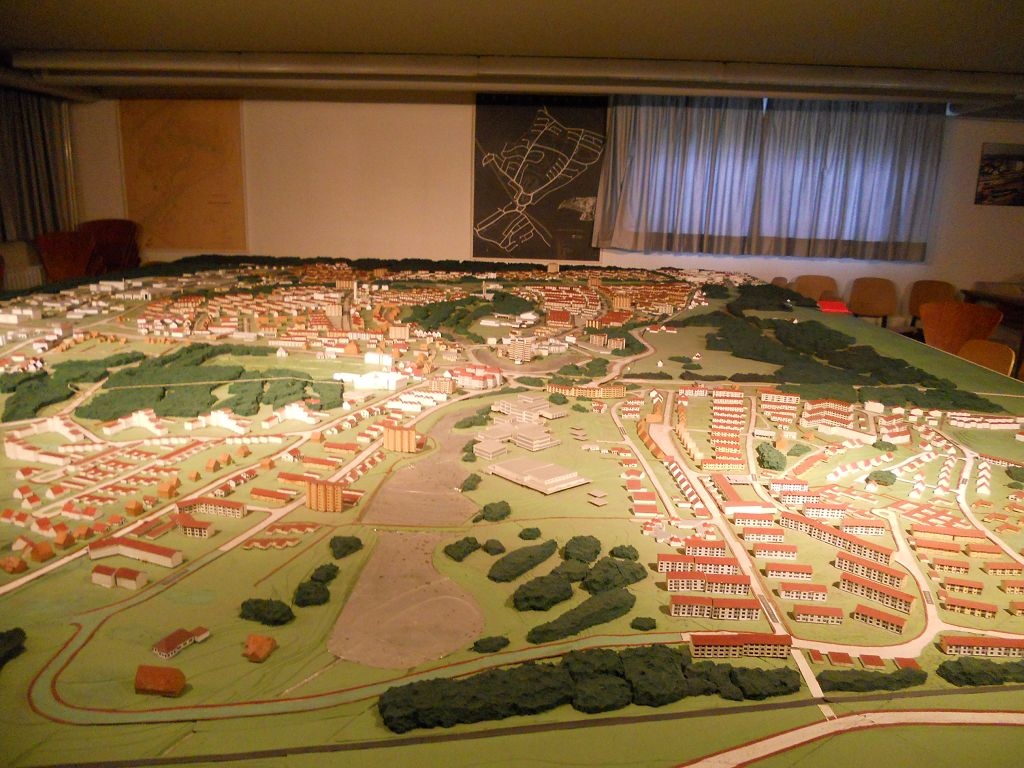
Planungsmodell der Sennestadt

Die Sennestadt gilt als das größte und eines der wichtigsten Werke Reichows. Daher sollten künftig von dort die Projekt- und Koordinierungsarbeiten des Vereins ausgehen.

## Struktur
Mit dem Umzug in die Sennestadt 2016 war ein neuer Vorstand der Hans-Bernhard-Reichow-Gesellschaft gewählt worden: Das Amt des ersten Vorsitzenden übernahm der Historiker und Sennestädter Ortsheimatpfleger Marc Wübbenhorst. Mitbegründerin Sabine Brinitzer blieb seither als Vizevorsitzende im Verein aktiv. Schatzmeisterin war nach dem Ortswechsel zunächst Beatrix Richter. Ihr Nachfolger ist seit 2018 Yavuz Kas.
Zu den übrigen Vereinsorganen zählen neben dem Vorstand und der Mitgliederversammlung noch das Kuratorium, aus unabhängigen Beratern bestehend, und ein wissenschaftlicher sowie ein städtischer Beirat. Letzterer setzt sich aus Vertretern der von Reichow entworfenen Städte zusammen. Die Familie Reichows wurde als Ehrenmitglieder bereits zum Zeitpunkt der Gründung aufgenommen. Zu einem solchen ist auch der ehemalige Bürgermeister Schwalbachs am Taunus, Hugo Lietzow (1925–2011), ernannt worden. Dieser galt ebenfalls als ein „Vater“ der Limesstadt, dessen Planung, Bau und späteres Wachstum er während seiner Amtszeit (1958–1976) mit arrangiert und beaufsichtigt hatte.
Nahe dem Reichow-Platz hat der eingetragene Verein in Folge des Umzuges 2016 seinen Sitz im Sennestadt-Pavillon bezogen. Dort wird zugleich das damals zur Planung erstellte Modell der Stadt verwahrt, das in naher Zukunft der Öffentlichkeit zur Besichtigung zugänglich gemacht werden soll.

## Tätigkeitsfelder
Die Hans-Bernhard-Reichow-Gesellschaft agiert nach dem Motto „Für organische Stadtkultur“. Sie hat sich dabei nicht allein der Erforschung der historischen Bauwerke ihres Namensgebers und der deutschen Nachkriegszeit im Allgemeinen verschrieben, sondern koordiniert auch gemeinsame städtebauliche Entwicklungsprojekte der Sennestadt mit anderen Städten und Gemeinden. Ein besonderer Fokus liegt hierbei auf der Vernetzung solcher, die von Hans Bernhard Reichow mit entwickelt, geplant und erbaut worden sind.
Zu diesen sogenannten „Reichow-Städten“, bei denen es sich heutzutage um Stadtteile handelt, gehören (in Auswahl):
- ECA-Siedlung (Lübeck)
- Gartenstadt Hohnerkamp (Hamburg)
- Limesstadt (Schwalbach)
- Sennestadt (Bielefeld)
- Siedlung Steinrausch (Saarlouis)
- Wolfsburg (anteilig)

Neben der kritischen historischen und architektonischen Auswertung des Reichow-Erbes kommen als zusätzliche Aufgaben des eingetragenen Vereins der Denkmalschutz sowie der weitere Ausbau der betreuten Siedlungen hinzu. In diesem Kontext setzen sich die Vereinsmitglieder mit der Frage auseinander, wie man die ursprüngliche Reichow-Architektur, die ihre Ansprüche an Fragen des mittleren 20. Jahrhunderts orientiert hatte, für die Herausforderungen des 21. Jahrhunderts bewahren oder weiterentwickeln kann.
Im Rahmen der Geschichtsvermittlung organisiert der Verein ferner Stadtführungen, richtet Ausstellungen aus und führt publizistische Tätigkeiten durch. Als Teil der Öffentlichkeitsarbeit werden interessierten Unternehmen und Einzelpersonen zudem Beratungen und Expertisen geboten.
Vor Ort arbeitet man mit verschiedenen lokalen Einrichtungen (zum Beispiel mit der Sennestadt GmbH), zusammen, um die künftige Entwicklung der Sennestadt zu fördern. Dies betrifft u. a. die Bereiche der Standortentwicklung, Heimatpflege, Modernisierung sowie Kooperationen mit Bildungseinrichtungen und Einwohnern.

### Beispielprojekte
Bereits bei ersten Projekten arbeitete die damals noch in Schwalbach am Taunus ansässige Hans-Bernhard-Reichow-Gesellschaft überregional mit anderen Städten zusammen. So entstand im Rahmen des Architektursommers 2011 eine mit der Sennestadt arrangierte Ausstellung zur Limesstadt.
Seit dem Umzug nach Ostwestfalen-Lippe hat der Verein seine Arbeiten intensiviert und bereits im Jahre 2016 mehrere Kampagnen gefördert. Ein größeres geschichtswissenschaftliches Projekt war dabei eine 2017 vom Historiker und Journalisten Jens Jürgen Korff durchgeführte Interview-Reihe mit direkt involvierten Zeitzeugen der Errichtung der Sennestadt. Die Interviewten berichteten u. a. über die Arbeit im Büro Reichows, die Planungs- und Bauphase sowie den Alltag in der entstehenden und frühen Siedlung.
Im selben Jahr wirkte die Gesellschaft bei der Publikation von „Gutes Klima im Quartier“, eines Tagungsbandes, der anlässlich der im September 2016 vorangegangenen „KlimaWochen“ von der Sennestadt GmbH herausgegeben worden ist, mit: Sie steuerte einen Beitrag über das Leben und Werk ihres Namensgebers bei. Im Kontext der Veranstaltungstage selbst hatte sich die HBR.G bei der Fachtagung zum Thema „Transfer der Nachkriegsarchitektur Reichows ins 21. Jahrhundert“ beteiligt.
Von 2017 bis 2018 arbeitete man mit dem Sennestädter Jugendzentrum LUNA zusammen. So entstand ein Projekt für und von Jugendlichen zum Lebensraum Stadt, dass sich explizit auf die urbane Klangkulisse bezog. Mithilfe selbst programmierter Minicomputer (Raspberry Pis) fingen die Teilnehmer verschiedene alltägliche Töne aus der Sennestadt ein und verarbeiteten diese in Klanginstallationen aus Geräuschen und Licht. Diese wurden später der Öffentlichkeit präsentiert.
Gemeinsam mit Historikern und Historikerinnen von der Bielefelder Universität und dem Medienarchiv Bielefeld wurde 2018 ein Heimatfilm-Projekt angegangen, bei dem alte Fotos und Filme über den Alltag der frühen Sennestadt neu aufbereitet, digitalisiert und online zugänglich gemacht wurden. Als Filmemacher betreute Detlef Timmerhans die Arbeiten. Die archivarische Sammlung von zumeist privaten Super-8-Filmen aus den 1960er und 1970er Jahren soll in Zukunft, soweit möglich, noch sukzessive erweitert werden.
In den Jahren 2019 und 2020 war die HBR.G beim Projekt „Utopien für die Sennestadt“ involviert. Im Rahmen dessen erarbeiteten Studierende der Technischen Hochschule Ostwestfalen-Lippe neue Perspektiven und Entwicklungspotenziale für die historische Planstadt. Es handelte sich um eine Kooperation mit dem Forum Baukultur OWL und dem Bund der Architekten OWL.
Für 2021 plant die Gesellschaft ein weiteres themenspezifisches Interview-Projekt im Kontext lokalhistorischer Forschung. Diesmal soll es programmatisch um die „Frau am Bau“ gehen.